# 千葉県道232号御宿停車場線
千葉県道232号御宿停車場線（ちばけんどう232ごう おんじゅくていしゃじょうせん）は、千葉県夷隅郡御宿町を走る一般県道。

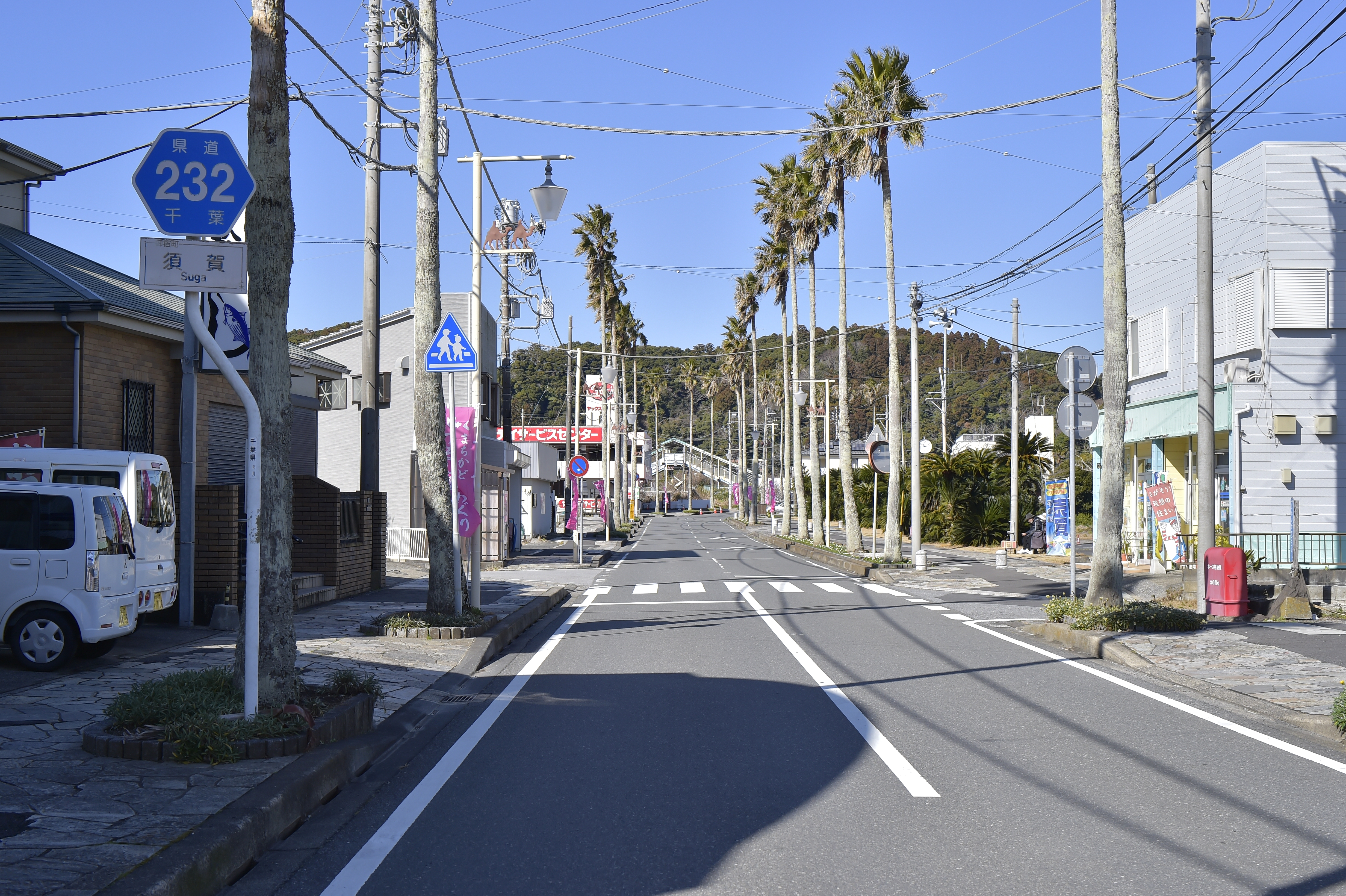
千葉県道232号御宿停車場線
御宿町須賀の御宿駅入口交差点側（2023年2月）

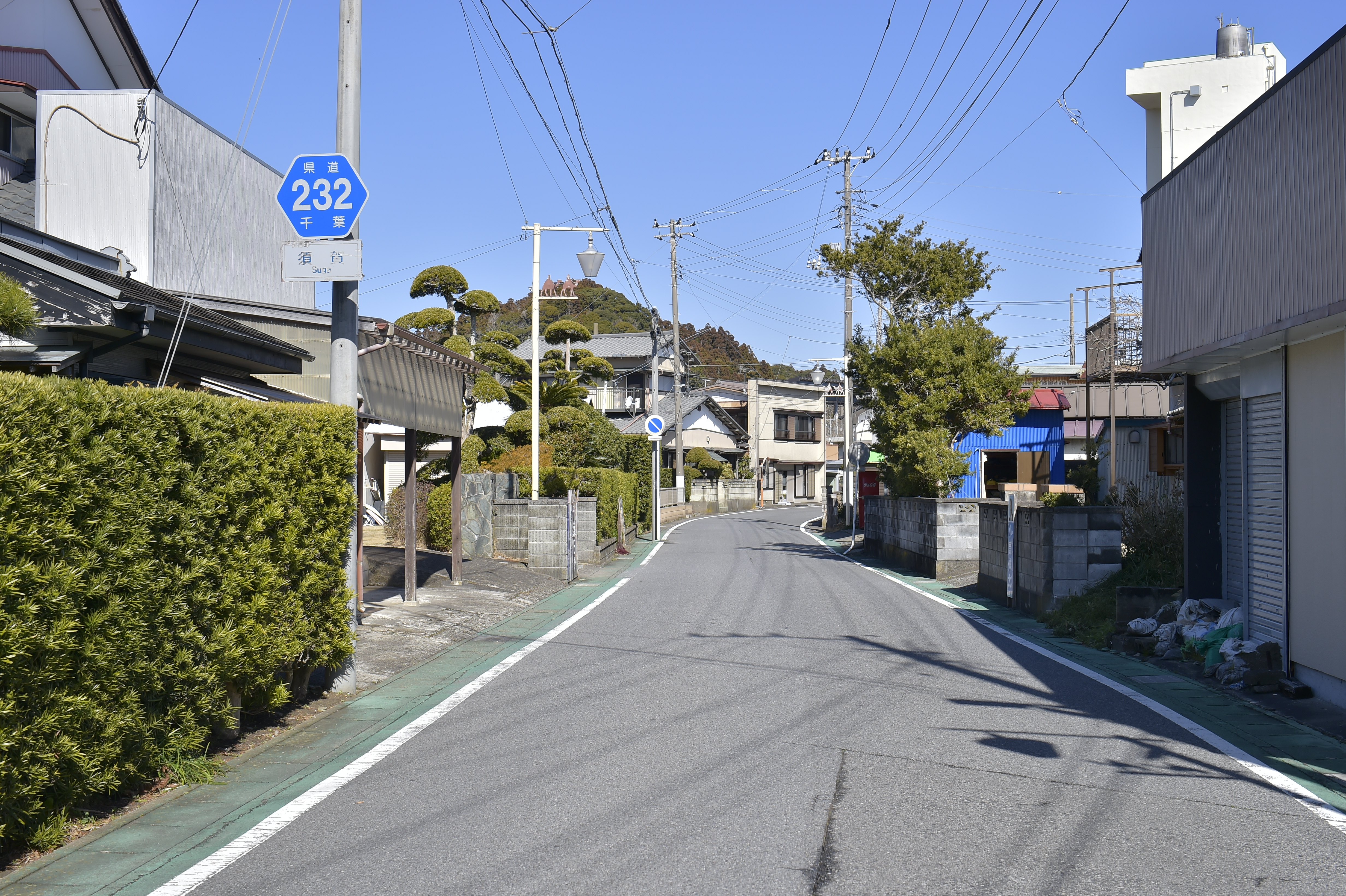
御宿町須賀の須賀交差点側（2023年2月）

## 概要
- 起点：夷隅郡御宿町須賀（外房線 御宿駅）
- 終点：夷隅郡御宿町須賀（御宿駅入口交差点、国道128号交点）
- 総延長：0.294 km（夷隅土木事務所管内：0.294 km[1]）
- 重用延長：なし（夷隅土木事務所管内：0.0 km）
- 実延長：0.294 km（夷隅土木事務所管内：0.294 km[1]）

## 通過する自治体
- 夷隅郡御宿町

## 交差・接続する道路
- 国道128号 - 夷隅郡御宿町須賀（御宿駅入口交差点、終点）

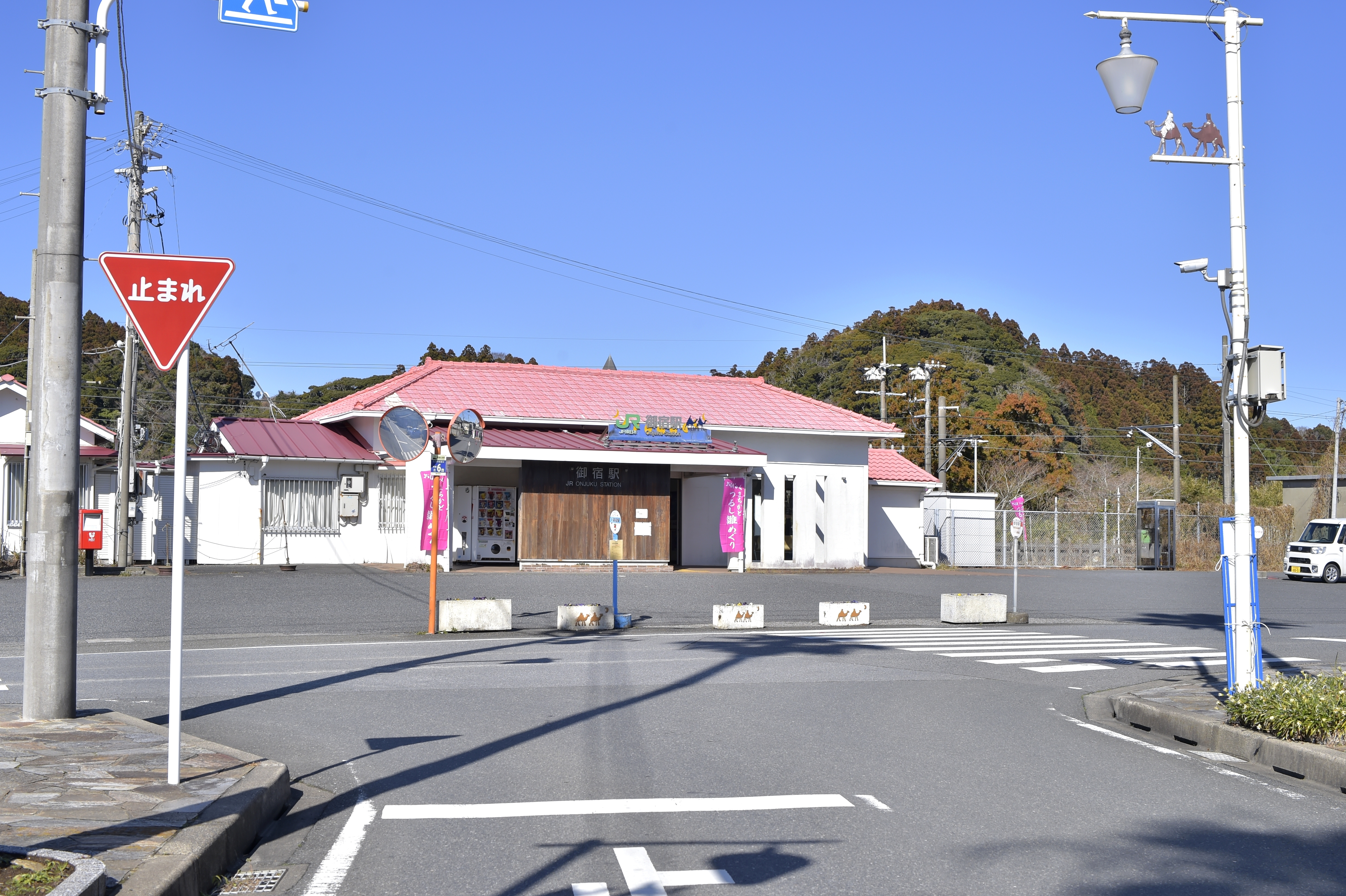
起点のJR御宿駅前